# Mittagsweiser

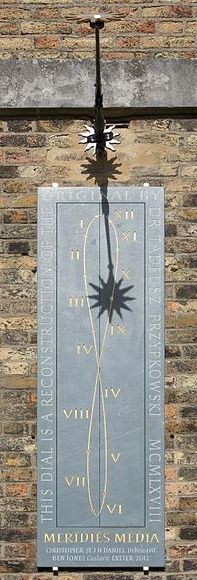
Mittagsweiser
am Royal Greenwich Observatory
mittlerer Mittag am 2. Oktober

Ein Mittagsweiser zeigt mit Hilfe des Stundenwinkels der Sonne den Zeitpunkt des Mittags beziehungsweise des Durchgangs der Sonne durch den Meridian an. Die Sonne wird auf einer in der Regel ebenen Fläche – meistens in Zentralprojektion – abgebildet. Häufig wird er auch als Mittagssonnenuhr bezeichnet, obwohl die bloße Anzeige des Mittags (Weisen des Mittags) keine Funktion einer Uhr ist. Eine Sonnenuhr zeigt den über den Tag veränderlichen Stundenwinkel der Sonne, nicht nur den Moment für dessen ausgewählten Mittagswert an.
Eine Messung findet aber statt, wenn am Mittag jeden Tages der übers Jahr veränderliche Höhenwinkel der Sonne z. B. in der Codierung als Kalender-Datum abgelesen wird. Eine gängige Bezeichnung dafür ist Zodiakuhr. Das Meridianinstrument des Kaisers Augustus diente diesem Zweck. Es wird seit seiner Ausgrabung Meridian genannt, ein Begriff, der sich inzwischen als Synonym für wenigstens große Mittagsweiser eingebürgert hat.
Die Skala ist im Allgemeinen eine Gerade (gerade Meridianlinie). Mit Hilfe einer analemma-artigen Skalenschleife lässt sich anstatt des Moments des wahren Mittags der des mittleren Mittags anzeigen. Damit wurden noch bis zum Beginn des 20. Jahrhunderts mechanische Uhren – zum Beispiel auf Bahnhöfen – justiert.

## Gnomon
Der älteste Mittagsweiser war der Gnomon. Er wurde sowohl zur Bestimmung der Himmelsrichtung als auch als Hauptbestandteil eines auf Dauer errichteten astronomischen Instrumentes benutzt. Im ersten Fall (tragbarer Mittagsweiser, indischer Kreis) brauchte er nur einen sonnigen Tag lang im Boden zu stecken. Im zweiten Fall wurde er im Boden dauerhaft befestigt und die mit ihm bestimmte Nord-Süd-Richtung als Mittagslinie “wischfest” auf dem Boden markiert.
Die astronomische Messung erfolgt im Moment des Sonnenhöchststandes. Abgelesen wird die Schatten-Länge des Gnomons als ein Wert für den Höhenwinkel h der Sonne, woraus die Tage für die Solstitien und die Äquinoktien erkennbar sind. Aus den Extremwerten der Höhenwinkel ergibt sich der Winkel der Ekliptik. Der Höhenwinkel der Sonne an den Äqinoktial-Tagen ist ein Maß für die geografische Breite des Standortes.
Aus dem astronomischen Instrument Gnomon wurde später eine vollständige Sonnenuhr, von der außer dem Moment des Mittags alle Tageszeiten ablesbar sind. Mit Gnomonik ist heute in erster Linie die Lehre von den Sonnenuhren gemeint.

## Meridiana beziehungsweise Méridienne

Méridienne in der Kirche St-Sulpice de Paris: Die Mittagslinie ist zu lang für den vorhandenen Platz, weshalb die Anzeige im Winter auf einer kleinen Säule aufsteigt.

Vom 16. bis zum 18. Jahrhundert wurden in einigen italienischen sowie französischen Domen monumentale Mittagsweiser eingerichtet, um damit vorzugsweise astronomische Messungen durchzuführen. Ein solcher Mittagsweiser wird italienisch Meridiana und französisch Méridienne genannt. Es war die Zeit vor und nach der gregorianischen Kalenderreform, in der die katholische Kirche begann, ihre Wissenschaftsfeindlichkeit aufzugeben.
Die Abbildung der Sonne erfolgt hierbei mit einem Loch-Gnomon, der sich hoch unter der Decke in einer Südwand befindet. Die Skala (Mittagslinie) erstreckt sich am Boden nahezu über die gesamte Länge des Kirchenschiffs. Ein Loch-Gnomon ist nötig, weil sich bei großen Entfernungen ein Lichtfleck konzentrierter als ein Schattenpunkt erzeugen lässt.
In Italien waren Meridianas zahlreich. Die in den Domen von Florenz (eingerichtet von Toscanelli) und Mailand wurden 1475 und 1786 eingerichtet. Der Dominikaner Egnatio Danti konstruierte mehrere Meridianas, die bekannteste von ihm war die um 1575 in der Basilika San Petronio in Bologna eingerichtete. Durch einen wenige Millimeter großen Loch-Gnomon in der Kuppel der Basilika fiel auf ein etwa 70 Meter langes, in den Boden eingelassenes Messingband um die Mittagszeit ein Sonnenstrahl. Auf dem Band konnte man den Kalender und die Sternkreiszeichen ablesen. Die von Danti an einer solchen Mittagslinie abgelesenen Daten machten die Abweichung des julianischen Kalenders vom Sonnenlauf anschaulich und führten unmittelbar zur Kalenderreform durch Papst Gregor XIII. Die Meridiana von Danti in Bologna war fehlerhaft. Anlässlich von Umbauten ließ der Astronom Giovanni Domenico Cassini 1655 dort eine neue Meridiana anbringen, die heute noch existiert.
Méridiennes für den gleichen Zweck sind bekannt aus den Kirchen Saint Sulpice in Paris und Saint Michel in Brüssel und aus dem Alten Spital in Tonnere/F. Verwechslungen sind möglich bei einer größeren Zahl von vereinfachten Sonnenuhren an Außenwänden, die im 18. und 19. Jahrhundert im Elsass entstanden. Sie werden in der Literatur auch als Méridiennes bezeichnet.

## Mittagsweiser zum Richten von Räderuhren
Die Räderuhr konnte trotz ihres großen Vorteils des vom Wetter unabhängigen Funktionierens die Sonnenuhr lange nicht verdrängen. Wichtigster Grund war, dass die Sonnenuhr genauer maß. Man musste noch lange Zeit die erheblich vor- oder nachgehenden Räderuhren mit Hilfe einer Sonnenuhr richten.
Als das Richten nur noch einmal pro Tag nötig war, wurden Mittagsweiser verwendet, die sich meistens an einem öffentlichen Gebäude, wie Kirchen, Rathäusern und Bahnhöfen befanden. Sie waren bis zum Aufkommen der elektrischen Nachrichtentechnik im 19. Jahrhundert im Gebrauch. Danach konnte die von einer ausreichend genauen zentralen Räderuhr angegebene Tageszeit landesweit bekannt gemacht werden. Die Verwendung der mittleren Zeit wurde spätestens mit dem Aufkommen der Eisenbahn in der Mitte des 19. Jahrhunderts nötig. Mittagsweiser wurden auch deshalb vorgezogen, weil Sonnenuhren, die für mittlere Zeit über den ganzen Tag ausgelegt sind, wegen ihrer Unübersichtlichkeit ausschieden. Diese Mittagsweiser waren auch mit Loch-Gnomon versehen. Bei Sonnenuhren kann er nicht angewendet werden, weil man ihn während des Tages nachdrehen müsste, damit er quer zur Sonne steht.